# 송내도서관
송내도서관은 경기도 부천시에 있는 도서관이다. 송내 어울마당 1층·2층에 마련되어 있다. 청소년 진로 특화를 기본으로 한다.

## 연혁
- 2015년 12월 21일 송내도서관 개관

## 시설현황
- 지상2층 : 종합자료실, 전자정보실, 열람실
- 지상1층 : 어린이자료실, 유아자료실, 사무실, 문화강좌실
- 지하2층 : 보존서고

## 이용 안내
이용 시간
- 자료실 : 평일(월~목요일) 09:00~22:00(종합자료실) / 평일(월~목요일) 09:00~18:00(아동실) / 토·일요일 09:00~17:00(종합자료실 및 아동실)
- 열람실 : 매일 07:00~22:00

휴관일
- 매주 금요일
- 일요일을 제외한 법정공휴일(단, 국경일이 일요일인 경우휴관)